# Martine Ølbye Hjejle
Martine Ølbye Hjejle (født 16. december 1997) er en tidligere dansk barneskuespiller. Martine har medvirket i tv-serien Lykke (2011) og i DR's julekalender Julestjerner (2012), samt lagt stemme til figuren Isabella fra tegneserien Phineas og Ferb. 

## Familie og privatliv
Martine er datter af Jo-C-Fine (født Josefine Andrea Brammer Hjejle) og dermed i familie med skuespilleren Iben Hjejle, der er moderens kusine. Desuden er Martine storesøster til skuespillerinden Andrea Ølbye Hjejle og kusine til skuespilleren Anton Hjejle. 